# 朝阳街道 (岳池县)
朝阳街道，原为朝阳乡，是中华人民共和国四川省广安市岳池县下辖的一个乡镇级行政单位。2019年12月，撤销朝阳乡、九龙镇，以原朝阳乡和原九龙镇玉皇观社区、麻柳桥社区、新平桥社区、白塔社区、香堂山村、窑罐厂村、界牌村、长滩寺村、万塔山村、遇仙桥村、回龙沟村、大坟宝村、长河村、雁落坝村、长坡村、白鹤桥村、凤凰山村、川主庙村、打石窝村、赵家河村、横山寺村、九道拐村、胡家岩村、狮子坡村、火盆山村、阳角庙村、杜家桥村、三合寨村、棱角桥村所属行政区域为朝阳街道的行政区域。

## 行政区划
朝阳街道下辖以下地区：
雨台山村、长深村、高井圈村、秦家店村、高店子村、观音庵村、肖家店村、龙马村、武云寺村、牛王庙村、天王庙村和大屋村。